# Zora alexeevi
Espèce
Zora alexeevi est une espèce d'araignées aranéomorphes de la famille des Miturgidae.

## Distribution
Cette espèce est endémique de Russie. Elle se rencontre en Ossétie du Nord-Alanie et en Ingouchie.

## Description
Le mâle holotype mesure 2,88 mm.

## Systématique et taxinomie
Cette espèce a été décrite par Ponomarev, Mikhailov et Shmatko en 2024.

## Étymologie
Cette espèce est nommée en l'honneur de Sergey Konstantinovich Alekseev.

## Publication originale
- Ponomarev, Mikhailov & Shmatko, 2024 : « Review of the spider genus Zora C.L. Koch, 1847 (Aranei: Miturgidae) of Ciscaucasia and the Russian Caucasus. New data on the fauna and distribution, with material from neighbouring regions. » Arthropoda Selecta, vol. 33, no 4, p. 589-607.